# Rankbach
Der Rankbach ist ein über 16 Kilometer langer Bach im Landkreis Böblingen im mittleren Baden-Württemberg, der nach grob westlichem Lauf am Nordrand von Weil der Stadt von rechts in die mittlere Würm mündet.

## Geographie

### Verlauf
Der Rankbach entspringt unbeständig im westlichen Glemswald an der Bundesautobahn 8 ungefähr einen Kilometer nördlich der Raststätte Sindelfinger Wald auf etwa 485 m ü. NHN. Er fließt zunächst etwa einen Kilometer lang südwestwärts durch den Wald und dann in den mit etwa 1,9 ha Fläche größeren oberen Hölzersee ein, der einen zweiten, etwa ebenso langen und ebenfalls unbeständigen Zufluss aus Richtung des 517,1 m ü. NHN hohen Warmbronner Kopfes im Nordwesten hat. Nach diesem ersten See durchläuft der Rankbach dann sofort auf 442,4 m ü. NHN den nur 0,3 ha großen unteren See, dann wird er sogleich von der Landesstraße L 1185 Stuttgart-Büsnau–Magstadt überquert. In der beginnenden Talaue der langen und schlanken Flurbucht Hölzertal schwenkt er auf länger beibehaltene westliche Richtung und durchläuft, in Abstand von der Landesstraße am rechten Hangfuß begleitet, das darin liegende Naturschutzgebiet Oberes Hölzertal.
Nach dem Naturschutzgebiet weitet sich die Talflur trichterförmig aus und der Bach durchläuft immer noch westwärts das davor liegende Magstadt. In der Dorfmitte speist ihn der nur etwa anderthalb Kilometer lange, von Südosten kommende Erbach. Der Bachlauf legt sich von hier an in eine langsame Kurve nach rechts, im Verlaufe derer ihm etwa an der Stadtgrenze zu Renningen der nunmehr über drei Kilometer lange Nolgraben von Westsüdwesten her zuläuft. Gegen den Siedlungsrand Renningens zu unterquert er die Bundesstraße 295, wo in diese die unterhalb des Nolgrabens links in Bachnähe verlaufende Bundesstraße 464 einmündet.
An der Leonberger Straße in Renningen fließt der inzwischen fast neuneinhalb Kilometer lange Rankbach auf 402 m ü. NHN mit dem sechs Kilometer langen Maisgraben zusammen, der ostwärts noch jenseits von Böblingen-Warmbronn ebenfalls in den westlichen Höhen des Glemswaldes etwas nördlich des Warmbronner Kopfs entspringt. Der Maisgraben ist mit einem Teileinzugsgebiet von elfeinhalb Quadratkilometern sein bedeutendster Nebenfluss, in dessen Zuflussrichtung er nun weiterläuft. Unterhalb der Siedlungsgrenze des zentralen Renningen überspannt ihn die Brücke der Rankbachbahn, die schon ab Magstadt im Tal verläuft und im städtischen Bahnhof am rechten Hang an der Württembergischen Schwarzwaldbahn endet.
Diese Bahnlinie quert dann in flachem Winkel das zunächst noch recht weite Tal, aber unterhalb der Bachbrücke beginnt der Siedlungsbereich des Stadtteils Malmsheim, ab dem die Aue sich stark verengt, worauf der Rankbach dann in zwei weit ausholenden Talmäanderbögen insgesamt südwestwärts läuft. Die Schwarzwaldbahn überquert auf diesem Abschnitt vor und nach der Rankmühle noch zweimal den Bachlauf, an den Hängen steht dort teilweise wieder Wald.
Auf den letzten Metern tritt der Rankbach noch ins Stadtgebiet von Weil der Stadt über und mündet dann auf 385,8 m ü. NHN kurz nach der am Nordrand der Stadt selbst liegenden Planmühle und vor deren weiter abwärts am Fluss liegendem Stadtteil Merklingen von rechts und zuletzt Nordosten in die mittlere Würm.
Der 16,7 Kilometer lange Rankbach mündet damit etwa 99 Höhenmeter unter seinem Ursprung, sein mittleres Sohlgefälle liegt damit bei etwa 6 ‰.

### Einzugsgebiet
Der Rankbach entwässert ein 51,8 km² großes Gebiet insgesamt etwa westwärts zur mittleren Würm, das naturräumlich gesehen mit seinem östlichen Anteilen im waldreichen Unterraum Glemswald-Randhöhen von Schönbuch und Glemswald liegt und westlich davon in den überwiegend offenen Oberen Gäuen den Unterräumen Renninger Becken und dann Würm-Heckengäu angehört, bis zuletzt der Rankbach in deren letztem berührtem Unterraum Würmbucht mündet.
Die größten Höhen im Einzugsgebiet liegen auf dem Höhenrücken links des Hölzertals, wo an einer Stelle das Maximum von 532,6 m ü. NHN erreicht wird. Etwas innerhalb der mittleren östlichen Wasserscheide ragt der Warmbronner Kopf isoliert bis auf 517,1 m ü. NHN.
Das des Rankbachs grenzt reihum an die Einzugsgebiete folgender Nachbargewässer:
- Im Westen fließt die aufnehmenden Würm vor und nach der Rankbach-Mündung ohne wesentliche andere rechte Zuflüsse, ausgenommen zuunterst den Heimsheimer Kotzenbach.
- Im Nordwesten entwässert jenseits eines nur kurzen Stücks Wasserscheide der Strudelbach das jenseitige Gebiet zur unteren Enz.
- Im Nordosten führt zunächst der Wasserbach, weiter gegen Südosten zu die ihn aufnehmende Glems den Abfluss der anderen Seite ebenfalls zur unteren Enz.
- Südlich des Rankbachs entwässert die Schwippe oberhalb von ihm in die Würm.

## Geologie
Der Rankbach entspringt etwa an der Schichtgrenze der Oberen Bunten Mergel (Mainhardt-Formation) zum überlagernden Stubensandstein (Löwenstein-Formation), dessen Höhenrücken sich wie zwei nach Westen offene Bögen um die Erosionsbuchten des Maisgrabens und weiter südlich des oberen Rankbachs legen. Den Schilfsandstein (Stuttgart-Formation) erreicht der Talgrund schon vor dem Hölzersee. Nach diesem läuft er bis etwa Magstadt im Gipskeuper (Grabfeld-Formation). Dort steht am linken Talhang schon der in einem Schotterwerk angebaute Obere Muschelkalk an, während gegenüber auf dem Glemswaldsporn zwischen oberem Rankbach- und Maisgrabental noch flächenhaft Schilfsandstein liegt. Auf Renningen zu setzen dann auch am linken Talrand wieder zeitweilig Schichten des tieferen Keupers ein. Nach Renningen aber liegt das ganze Tal im Oberen Muschelkalk und ab dem Beginn der Unterlauf-Mäander in Malmsheim dann bis ganz zur Mündung im Mittleren; der Untere setzt wenig abwärts erst im Tal der aufnehmenden Würm ein.
Die ursprüngliche tertiäre Schichtenlagerung ist gestört durch drei von Ostsüdosten nach Westnordwesten ziehende Verwerfungslinien. Die beiden nah nebeneinander laufenden im Südwesten begrenzen einen Horst von Lettenkeuper (Erfurt-Formation), der vom linken Talsporn des Hölzertals her bei Magstadt morphologisch ans Tal reicht und es als nur tektonisch ausgezeichnete Zone unterhalb wieder über die linken Randhöhen in Richtung auf Malsheim zu verlässt. Die nordöstliche dritte zieht von der östlichen Wasserscheide wenig nördlich des Rankbach-Ursprungs etwa auf Linie des Krampfrains und des Warmbronner Kopfs in Richtung Warmbronn, wo sie dann aussetzt.
Nördlich des Hölzertals liegt auf dem Sporn zwischen oberem Rankbach- und Maisgrabental eine Insel von Lösssediment aus quartärer Ablagerung, in großer Fläche um Renningen herum findet sich ebenfalls diese jüngere Sedimentschicht. Der bachbegleitende Streifen ebenfalls quartärer Talfüllungen beginnt im oberen Rankbachtal schon vor dem Hölzersee, im Maisgrabental schon östlich vor Warmbronn, beide weiten sich bis zum Zusammenfluss der Bäche in Renningen, die Fortsetzung verengt sich dann zum Einsetzen des Mittleren Muschelkalks in Malmsheim  hin.

## Namensgeber
Nach dem Rankbach ist die Rankbachbahn und die Renninger Sport- und Veranstaltungshalle Rankbachhalle benannt.

### LUBW
Amtliche Online-Gewässerkarte mit passendem Ausschnitt und den hier benutzten Layern: Lauf und Einzugsgebiet des Rankbachs

Allgemeiner Einstieg ohne Voreinstellungen und Layer: Daten- und Kartendienst der Landesanstalt für Umwelt Baden-Württemberg (LUBW) (Hinweise)
1. ↑  Höhe nach dem Höhenlinienbild auf dem Hintergrundlayer Topographische Karte.
2. 1 2 3  Höhe nach blauer Beschriftung auf dem Hintergrundlayer Topographische Karte.
3. ↑  Länge nach dem Layer Gewässernetz (AWGN).
4. ↑  Einzugsgebiet aufsummiert aus den Teileinzugsgebieten nach dem Layer Basiseinzugsgebiet (AWGN).
5. 1 2  Höhe nach schwarzer Beschriftung auf dem Hintergrundlayer Topographische Karte.

### Andere Belege
1. ↑  Friedrich Huttenlocher, Hansjörg Dongus: Geographische Landesaufnahme: Die naturräumlichen Einheiten auf Blatt 170 Stuttgart. Bundesanstalt für Landeskunde, Bad Godesberg 1949, überarbeitet 1967. → Online-Karte (PDF; 4,0 MB)
2. ↑  Geologie nach der unter → Literatur aufgeführten geologischen Karte. Einen gröberen Überblick verschafft auch: Mapserver des Landesamtes für Geologie, Rohstoffe und Bergbau (LGRB) (Hinweise)